# Lorraine Rainer
Lorraine Rainer est une actrice française.

## Filmographie
- 1969 : La Femme infidèle de Claude Chabrol
- 1969 : Que la bête meure de Claude Chabrol : Anna Ferrand
- 1970 : L'Eden et après d'Alain Robbe-Grillet : Marie-Ève
- 1971 : Sapho ou la Fureur d'aimer de Georges Farrel : Javotte Monestier
- 1971 : Le Baron rouge (Von Richthofen and Brown) de Roger Corman
- 1971 : N. a pris les dés d'Alain Robbe-Grillet
- 1972 : Les Yeux fermés de Joël Santoni : Xénie
- 1972 : Les Petits Enfants d'Attila de Jean-Pierre Bastid
- 1974 : Les Brigades du Tigre (épisode Ce siècle avait sept ans) : Juliette (TV)